# Shaw River (vattendrag i Australien, Western Australia)
Shaw River är ett vattendrag i Australien. Det ligger i delstaten Western Australia, omkring 1 300 kilometer norr om delstatshuvudstaden Perth.
Omgivningarna runt Shaw River är i huvudsak ett öppet busklandskap. Trakten runt Shaw River är nära nog obefolkad, med mindre än två invånare per kvadratkilometer.  Genomsnittlig årsnederbörd är 589 millimeter. Den regnigaste månaden är januari, med i genomsnitt 220 mm nederbörd, och den torraste är september, med 1 mm nederbörd.